# Saints-Geosmes
Saints-Geosmes és un municipi francès situat al departament de l'Alt Marne i a la regió del Gran Est. L'any 2007 tenia 958 habitants.

## Demografia

### Població
El 2007 la població de fet de Saints-Geosmes era de 958 persones. Hi havia 362 famílies de les quals 75 eren unipersonals (28 homes vivint sols i 47 dones vivint soles), 122 parelles sense fills, 134 parelles amb fills i 31 famílies monoparentals amb fills.
La població ha evolucionat segons el següent gràfic:
Habitants censats

### Habitatges
El 2007 hi havia 397 habitatges, 364 eren l'habitatge principal de la família, 8 eren segones residències i 25 estaven desocupats. 375 eren cases i 19 eren apartaments. Dels 364 habitatges principals, 299 estaven ocupats pels seus propietaris, 58 estaven llogats i ocupats pels llogaters i 7 estaven cedits a títol gratuït; 10 tenien dues cambres, 29 en tenien tres, 96 en tenien quatre i 228 en tenien cinc o més. 311 habitatges disposaven pel capbaix d'una plaça de pàrquing. A 155 habitatges hi havia un automòbil i a 181 n'hi havia dos o més.

### Piràmide de població
La piràmide de població per edats i sexe el 2009 era:
| Homes | Edats   | Dones |
| ----- | ------- | ----- |
| 0     | 95 o +  | 0     |
| 0     | 90 a 94 | 4     |
| 12    | 85 a 89 | 8     |
| 4     | 80 a 84 | 8     |
| 4     | 75 a 79 | 4     |
| 20    | 70 a 74 | 12    |
| 20    | 65 a 69 | 28    |
| 16    | 60 a 64 | 16    |
| 16    | 55 a 59 | 24    |
| 36    | 50 a 54 | 32    |
| 24    | 45 a 49 | 20    |
| 48    | 40 a 44 | 40    |
| 44    | 35 a 39 | 56    |
| 36    | 30 a 34 | 32    |
| 16    | 25 a 29 | 12    |
| 0     | 20 a 24 | 4     |
| 40    | 15 a 19 | 24    |
| 32    | 10 a 14 | 48    |
| 40    | 5 a 9   | 36    |
| 32    | 0 a 4   | 16    |

## Economia
El 2007 la població en edat de treballar era de 634 persones, 449 eren actives i 185 eren inactives. De les 449 persones actives 409 estaven ocupades (207 homes i 202 dones) i 40 estaven aturades (20 homes i 20 dones). De les 185 persones inactives 72 estaven jubilades, 66 estaven estudiant i 47 estaven classificades com a «altres inactius».

### Ingressos
El 2009 a Saints-Geosmes hi havia 373 unitats fiscals que integraven 1.003 persones, la mediana anual d'ingressos fiscals per persona era de 19.870 €.

### Activitats econòmiques
Dels 99 establiments que hi havia el 2007, 1 era d'una empresa extractiva, 2 d'empreses alimentàries, 5 d'empreses de fabricació d'altres productes industrials, 6 d'empreses de construcció, 39 d'empreses de comerç i reparació d'automòbils, 6 d'empreses de transport, 3 d'empreses d'hostatgeria i restauració, 8 d'empreses financeres, 2 d'empreses immobiliàries, 8 d'empreses de serveis, 12 d'entitats de l'administració pública i 7 d'empreses classificades com a «altres activitats de serveis».
Dels 15 establiments de servei als particulars que hi havia el 2009, 2 eren tallers de reparació d'automòbils i de material agrícola, 1 taller d'inspecció tècnica de vehicles, 1 establiment de lloguer de cotxes, 2 paletes, 1 lampisteria, 2 electricistes, 2 perruqueries, 2 veterinaris, 1 restaurant i 1 tintoreria.
Dels 19 establiments comercials que hi havia el 2009, 1 era, 1 un hipermercat, 1 un supermercat, 2 fleques, 2 carnisseries, 1 una peixateria, 2 botigues de roba, 1 una botiga de roba, 1 una botiga d'equipament de la llar, 1 una sabateria, 1 una botiga d'electrodomèstics, 3 botigues de material esportiu, 1 una botiga de material esportiu i 1 una joieria.
L'any 2000 a Saints-Geosmes hi havia 10 explotacions agrícoles que ocupaven un total de 456 hectàrees.

## Equipaments sanitaris i escolars
L'únic equipament sanitari que hi havia el 2009 era una ambulància.
El 2009 hi havia una escola elemental.

## Poblacions més properes
El següent diagrama mostra les poblacions més properes.